# 新营盘乡
新营盘乡，是中华人民共和国云南省丽江市宁蒗彝族自治县下辖的一个乡镇级行政单位。

## 行政区划
新营盘乡下辖以下地区：
新营盘村、东风村、毛家乡村、药草坪村和磨菇坪村。